# Marianne af Malmborg
Marianne Charlotte af Malmborg, född 24 mars 1943, är en svensk organisationsledare.

## Biografi
Åren 1986-94 var af Malmborg rikslottachef. Hon har även varit generalsekreterare för Cancerfonden och arbetar idag med ledarskapsfrågor i egen regi med inriktning på ideella organisationer. Under åren 2004-2009 var af Malmborg ordförande i Ideell Arena, ett partnerskap mellan ett 60-tal ideella organisationer med syfte att stärka ledarskapet i ideella organisationer samt att främja forskning om civilsamhället.  
af Malmborg är ordförande i Kungliga sällskapet Pro Patria, vice ordförande i Sällskapet De Gamlas Vänner samt huvudman i Stiftelsen Konung Gustaf V:s Jubileumsfond och i Stiftelsen Konung Gustaf V:s 90-årsfond. År 1992 mottog hon H. M. Konungens medalj av 8:e graden i serafimerordens band.